# Средиземноморско прилепче
Средиземноморското прилепче (Pipistrellus kuhlii) е вид дребен бозайник от семейство Гладконоси прилепи (Vespertilionidae). Разпространен е в Южна Европа, по-голямата част от Африка и Югозападна Азия до Казахстан и Пакистан. В България е установен само в две находища - при Петрич и Русе.
Средиземноморското прилепче е сравнително дребен прилеп, с дължина на тялото и главата 40-50 mm, на опашката – 30-41 mm, на ушите – 11-14 mm, размах на крилете до 230 mm и маса 5-11 g. Цветът се променя с възрастта, но като цяло е кафяво-жълтеникав. Летателните мембрани са тъмнокафяви.
Предпочита сухи и топли райони, като в някои части на ареала се среща често в пустинни местности. Съжителства добре с хората, като се предполага, че на това се дължи разрастването на ареала му на север в някои области. Живее в хралупи в дървета и пукнатини на сгради. През лятото женските образуват малки колонии достигащи до 20 екземпляра. Храни се с дребни насекоми, които улавя в полет при пълен мрак. Ориентира се чрез ехолокация, като използва честотномодулирани сигнали с честота 35-40 kHz. Ловните територии са около улични лампи, градини, паркове или над водни басейни. Този вид не извършва миграции. 